# Sammy Bossut
Sammy Bossut (født 11. august 1985 i Tielt, Belgien) er en belgisk fodboldspiller (målmand), der spiller i den belgiske ligaklub SV Zulte Waregem. 
Bossut har (pr. juni 2014) endnu ikke repræsenteret det belgiske landshold i en officiel kamp, men blev i maj 2014 alligevel udtaget til den belgiske trup til VM i 2014 i Brasilien.